# Comando Militar do Nordeste
O Comando Militar do Nordeste (CMNE) é um dos Comandos Militares do Exército Brasileiro. Sua sede está localizada na cidade do Recife, capital do estado de Pernambuco. Enquadra três regiões militares, a 6.ª, 7.ª e 10.ª, respectivamente sediadas em Salvador, Recife e Fortaleza, correspondendo à toda a região Nordeste, à exceção do Maranhão. Também comanda o 1.º Grupamento de Engenharia, em João Pessoa, e a 7.ª Divisão do Exército, composta de duas brigadas de infantaria motorizada, a 7.ª e a 10.ª, respectivamente sediadas em Natal e Recife.
Seu território abrange o estratégico saliente nordestino, alvo de interesses externos nas invasões holandesas no Brasil, no século XVII, e na Segunda Guerra Mundial. A pequena presença do Exército na região foi bastante expandida durante a Segunda Guerra. Posteriormente as forças locais foram agrupadas na Zona Militar do Norte (1946–1956) e em seguida no IV Exército (1956–1985), antecessores do CMNE. O IV Exército não tinha a prioridade dos comandos no Centro-Sul do país e era o menor dos quatro exércitos em tamanho e poder de fogo. Ainda assim ele tinha importância política, tomando partido nas crises políticas nacionais. 

## Organização

Estrutura do CMNE

O CMNE tem subordinadas três Regiões Militares, a 6.ª,(Bahia e Sergipe), 7.ª (Alagoas, Pernambuco, Paraíba e Rio Grande do Norte) e 10.ª  (Ceará e Piauí), com sedes, respectivamente, nas cidades de Salvador, Recife e Fortaleza; e dois grandes comandos, a 7.ª Divisão de Exército (DE), no Recife, e o 1.º Grupamento de Engenharia de Construção, em João Pessoa. No total, essas forças representavam 28 mil militares em 2023, distribuídos em 75 organizações militares.
A 7ª DE tem duas brigadas de infantaria motorizada, a 7ª e 10ª, respectivamente em Natal e Recife, somando cerca de 5 mil militares. O Comando Militar se ocupa mais do campo estratégico, deixando os detalhes operacionais nas mãos da divisão. O Grupamento de Engenharia tem quatro batalhões de engenharia de construção trabalhando na infraestrutura do interior nordestino. Em operações militares, eles devem trabalhar na BR-101 e BR-116, definidas pelo Exército como rotas de suprimento do Rio de Janeiro (pelo Estabelecimento Central de Transportes) ao CMNE, mas suas localizações atuais são distantes dessas rodovias.
O CMNE teve 45 comandantes, dentre os quais se destacam Humberto de Alencar Castello Branco e Arthur da Costa e Silva (que também foram Presidentes da República), Olímpio Mourão Filho (que foi presidente do Superior Tribunal Militar), Aurélio de Lira Tavares, Vicente de Paulo Dale Coutinho e Marco Antônio Freire Gomes (que também foram ministros ou comandantes do Exército).
| Comando Militar do Nordeste - Recife - PE - Comando do Comando Militar do Nordeste - Recife - PE - Companhia de Comando do Comando Militar do Nordeste - Recife - PE - 4º Batalhão de Polícia do Exército - Recife - PE - 5ª Companhia de Inteligência - Recife - PE - 6.ª Região Militar - Salvador - BA - Comando da 6ª Região Militar - Salvador - BA - Companhia de Comando da 6ª Região Militar - Salvador - BA - 19.º Batalhão de Caçadores - Salvador - BA - 28.º Batalhão de Caçadores - Aracaju - SE - 35º Batalhão de Infantaria - Feira de Santana - BA - 6º Batalhão de Polícia do Exército - Salvador - BA - 6º Depósito de Suprimentos - Salvador - BA - Parque Regional de Manutenção da 6ª Região Militar - Salvador - BA - Escola de Saúde e Formação Complementar do Exército - Salvador - BA - Hospital Geral de Salvador - Salvador - BA - Centro Marechal Cantuária - Salvador - BA - 1ª Companhia de Infantaria - Salvador - BA - 7.ª Região Militar - Recife - PE - Comando da 7ª Região Militar - Recife - PE - Base Administrativa de Curado - Recife - PE - 7º Depósito de Suprimentos - Recife - PE - Parque Regional de Manutenção da 7ª Região Militar - Recife - PE - Museu Militar do Forte do Brum - Recife - PE - Hospital de Guarnição de Natal - Natal - RN - Hospital de Guarnição de João Pessoa - João Pessoa - PB - Hospital Militar de Área do Recife - Recife - PE - 10.ª Região Militar - Fortaleza - CE - Comando da 10ª Região Militar – Fortaleza - CE - Base Administrativa da Guarnição de Fortaleza - Fortaleza - CE - Colégio Militar de Fortaleza - Fortaleza - CE - 23º Batalhão de Caçadores - Fortaleza - CE - 25.º Batalhão de Caçadores - Teresina - PI - 40º Batalhão de Infantaria - Crateús - CE - 10º Depósito de Suprimento - Fortaleza - CE - Parque Regional de Manutenção da 10ª Região Militar - Fortaleza - CE - Hospital de Guarnição de Fortaleza - Fortaleza - CE - 16ª Companhia de Polícia do Exército - Fortaleza - CE - 7ª Divisão de Exército - Recife - PE - Comando da 7ª Divisão de Exército - Recife - PE - 4º Batalhão de Comunicações - Recife - PE - Campo de Instrução Marechal Newton Cavalcanti - Recife - PE - - 7ª Brigada de Infantaria Motorizada - Natal - RN - Comando da 7ª Brigada de Infantaria Motorizada - Natal - RN - Companhia de Comando da 7ª Brigada de Infantaria Motorizada - Natal - RN - 15º Batalhão de Infantaria Motorizado - João Pessoa - PB - 16º Batalhão de Infantaria Motorizado - Natal - RN - 31º Batalhão de Infantaria Motorizado - Campina Grande - PB - 16º Regimento de Cavalaria Mecanizado - Bayeux - PB - 17º Grupo de Artilharia de Campanha - Natal - RN - 7º Pelotão de Polícia do Exército - Natal - RN - - 10ª Brigada de Infantaria Motorizada - Recife - PE - Comando da 10ª Brigada de Infantaria Motorizada - Recife - PE - Companhia de Comando da 10ª Brigada de Infantaria Motorizada - Recife - PE - 14º Batalhão de Infantaria Motorizado - Jaboatão dos Guararapes - PE - 59º Batalhão de Infantaria Motorizado - Maceió - AL - 71º Batalhão de Infantaria Motorizado - Garanhuns - PE - 72º Batalhão de Infantaria Motorizado - Petrolina - PE - 7º Grupo de Artilharia de Campanha - Olinda - PE - 14º Batalhão Logístico - Recife - PE - 10º Esquadrão de Cavalaria Mecanizado - Recife - PE - 10ª Companhia de Engenharia de Combate - São Bento do Una - PE - 7ª Companhia de Comunicações - Recife - PE - 10º Pelotão de Polícia do Exército - Recife - PE - 1º Grupamento de Engenharia de Construção - João Pessoa - PB - Comando do 1º Grupamento de Engenharia de Construção – João Pessoa - PB - Base Administrativa da Guarnição de João Pessoa – João Pessoa - PB - 1º Batalhão de Engenharia de Construção - Caicó - RN - 2º Batalhão de Engenharia de Construção - Teresina - PI - 3º Batalhão de Engenharia de Construção - Picos - PI - 4º Batalhão de Engenharia de Construção - Barreiras - BA - 7º Batalhão de Engenharia de Combate - Natal - RN |

## História

### Antes da fundação

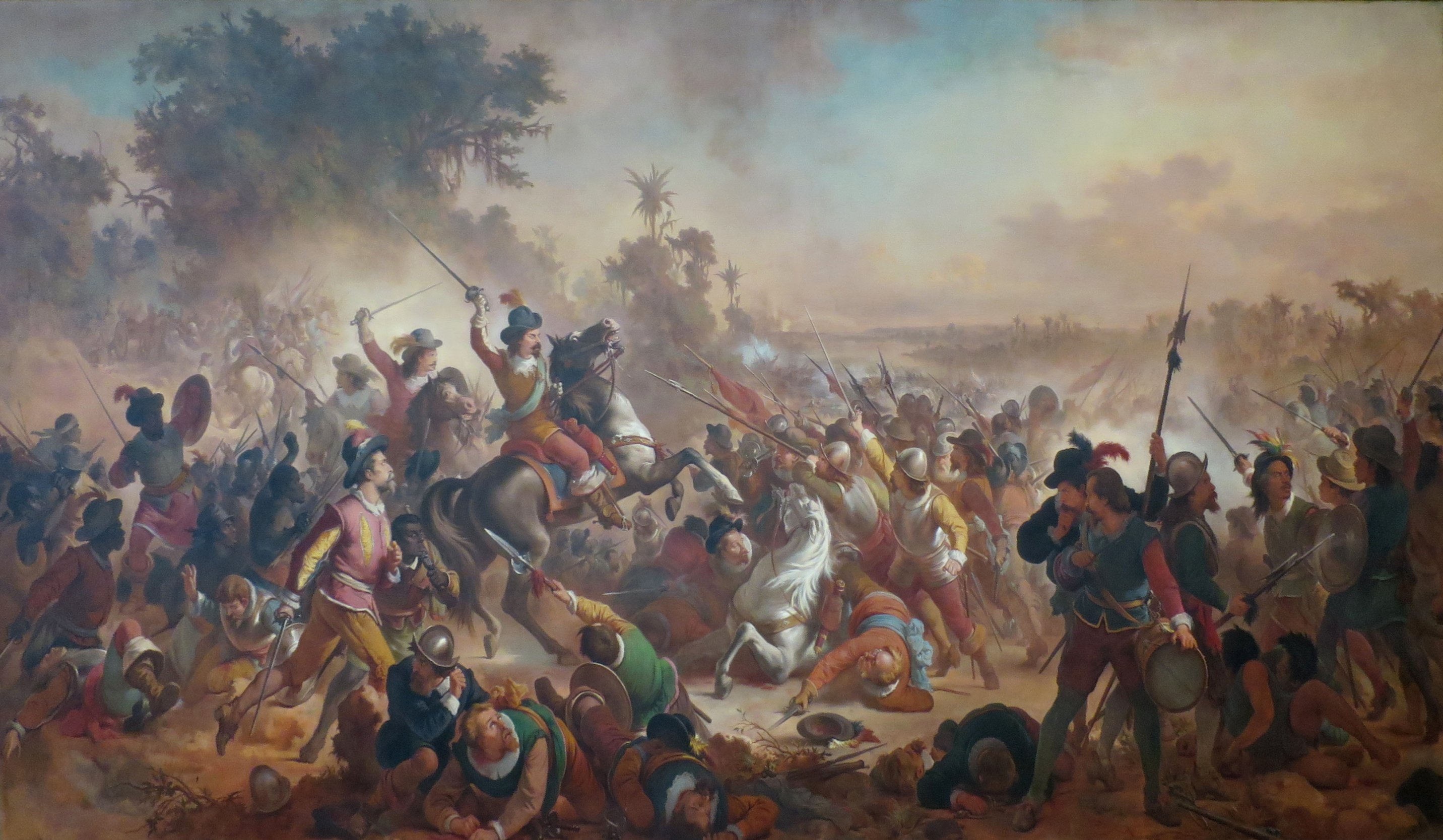
A Primeira Batalha dos Guararapes, ocorrida nos arredores do Recife, é usada pelo Exército como marco de sua origem

Os primórdios do Exército Brasileiro estão na força regular e profissional constituída a partir de 1549 pelo primeiro governador-geral do Brasil Colônia, Tomé de Sousa, em sua sede política em Salvador, no atual território do Comando. No século seguinte a região foi alvo das invasões holandesas do Brasil. A partir de sua boa posição defensiva no Recife, os holandeses ficaram no saliente nordestino, voltado para o “estreito do Atlântico”, entre a América do Sul e a África, podendo controlar o tráfego marítimo. A Batalha dos Guararapes, em 1648, ponto importante na expulsão dos holandeses (finalizada em 1654), foi incorporada séculos depois à memória do Exército como gênese da instituição e da nacionalidade brasileira, com a união dos habitantes contra os invasores. Assim, a região é considerada o berço do Exército.
No Brasil Império e Primeira República a presença do Exército no Nordeste era mínima;  por outro lado, numerosos oficiais vinham da região. A Segunda Guerra Mundial elevou a importância estratégica do saliente nordestino e o estreito Natal — Dakar, tanto para a logística dos Aliados na Campanha Norte-Africana quanto como acesso hipotético das potências do Eixo à América do Sul. O Brasil sediou bases militares americanas na região e constituiu em 1942 o teatro de operações Nordeste para planejar sua defesa. O contingente terrestre foi expandido de seis mil para 50 mil homens. Com a vitória Aliada no Norte da África, sua importância diminuiu.

### Zona Militar Norte e IV Exército

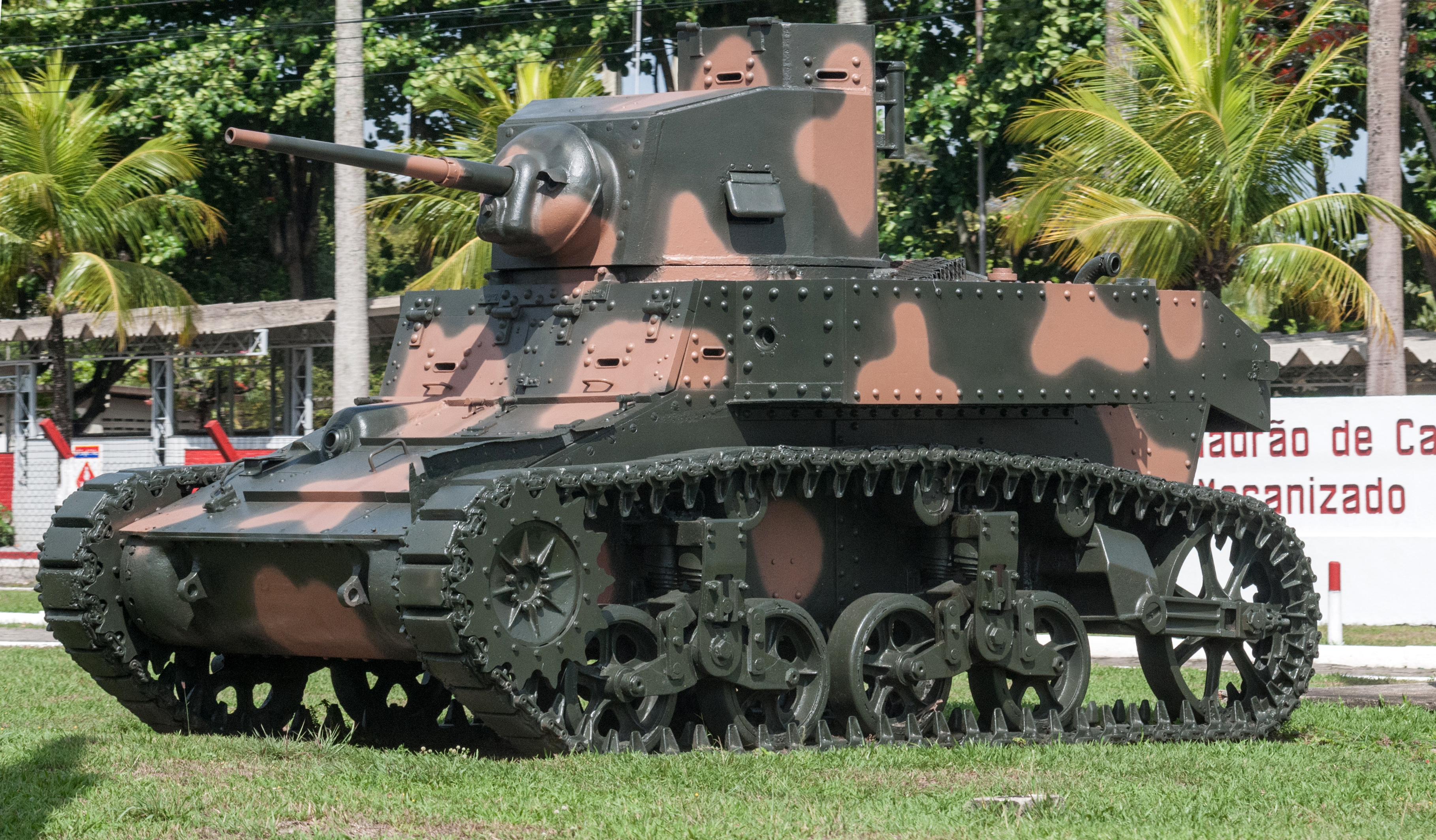
M3 Stuart antigo no Recife

Em 1946, após a Segunda Guerra, o Exército foi organizado em quatro Zonas Militares, Norte, Sul, Centro e Oeste, que, por sua vez, subdividiam-se em Regiões Militares (RMs). O atual CMNE remonta à Zona Militar do Norte, sediada no Recife e responsável pela 6ª, 7ª, 8ª e 10ª RMs, correspondendo às atuais regiões Norte e Nordeste. O comando da Zona Militar Norte e muitos de seus oficiais apoiaram o Movimento de 11 de Novembro em 1955.
Em 1956 ela foi redenominada IV Exército, com a parcela Amazônica sendo desmembrada para se constituir o Comando Militar da Amazônia. Olímpio Mourão Filho, um de seus futuros comandantes, comentou em suas memórias que sua criação ocorreu somente para acrescentar mais um general-de-exército, pois tinha forças ínfimas dispersas numa grande área. Apesar do menor prestígio, o comandante não era menos importante do que os dos I, II e III Exércitos, tendo o mesmo posto e também fazendo parte do Alto Comando do Exército. Em 1960 o IV Exército controlava a 7ª Divisão de Infantaria (DI), sediada no Recife, e a 6ª, 7ª e 10ª RMs, com forças menores do que os outros três Exércitos. O comando da 7ª DI era fundido com o da 7ª RM, situação característica das regiões de prioridade menor. Ela tinha o menor efetivo entre as DIs (apenas 4.080 praças) e uma escassez de apoio de artilharia e engenharia de combate. A infraestrutura precária era um obstáculo adicional à sua atuação.
Consequentemente, nas disputas da década de 1960 a importância do IV Exército era mais simbólica do que militar. Havia, porém, um consenso no Exército de controlar a agitação social na região. Em 1961, sob o general Costa e Silva, o IV Exército não aderiu à Campanha da Legalidade, que levou João Goulart ao poder. Como parte do dispositivo militar do novo governo, oficiais inimigos do governo eram transferidos à região, onde representavam um perigo menor.

Guarda da Polícia do Exército vigia uma reunião de políticos pernambucanos em 1968

Os eventos seguintes da década foram politicamente carregados: a nomeação do general Castelo Branco, considerado não perigoso pelo governo, mas que estreitou laços com conspiradores locais; o desentendimento em 1963 entre um de seus subordinados, Antônio Carlos Muricy, apoiado pelo comandante, e o deputado Leonel Brizola, com repercussão nacional, e a pressão do novo comandante, Joaquim Justino Alves Bastos, sobre o governador esquerdista de Pernambuco, Miguel Arraes, possivelmente relacionada à rivalidade do governador com o presidente. Suas tropas saíram à rua no Recife, cercando o governo estadual, durante o pedido de estado de sítio, alimentando especulações. Justino aderiu ao golpe de Estado de 1964 contra Goulart e depôs Miguel Arraes e Seixas Dória, governador de Sergipe.
A repressão política sob o IV Exército foi especialmente forte. Seu setor de inteligência acompanhou de perto os organizadores das Ligas Camponesas e outros esquerdistas. Após o golpe, prenderam centenas, trazendo-os ao Recife. No pós-golpe, as forças estatais de segurança em Pernambuco tiveram sua ação repressiva centralizada sob o IV Exército. Durante a ditadura militar, várias explosões terroristas ocorreram no Recife em 1966. Em março houve um atentado diante da casa do comandante do IV Exército, alguns meses antes do atentado do Aeroporto dos Guararapes. O governo de Ernesto Geisel foi pressionado por um comando notavelmente de linha-dura no IV Exército.
Em 1979, para deslocar parte das atividades para longe do centro, as instalações do quartel-general do IV Exército foram transferidas da Rua do Príncipe (onde hoje está instalado o Hospital Geral de Recife, HGeR), para o Complexo Militar do Curado, próximo das rodovias federais e avenidas importantes e onde o Exército já tinha duas glebas de terra. O Curado e outras instalações na Região Metropolitana do Recife, especialmente o Campo de Instrução Marechal Newton Cavalcanti, involuntariamente conservaram diversos fragmentos de Mata Atlântica.
Nas reformas militares da ditadura, as três regiões militares permaneceram, enquanto a 7ª Divisão de Infantaria deu lugar à 7ª Divisão de Exército, subdividida em duas brigadas de infantaria motorizada, a 7ª, em Natal, e a 10ª, no Recife.

### Formação atual

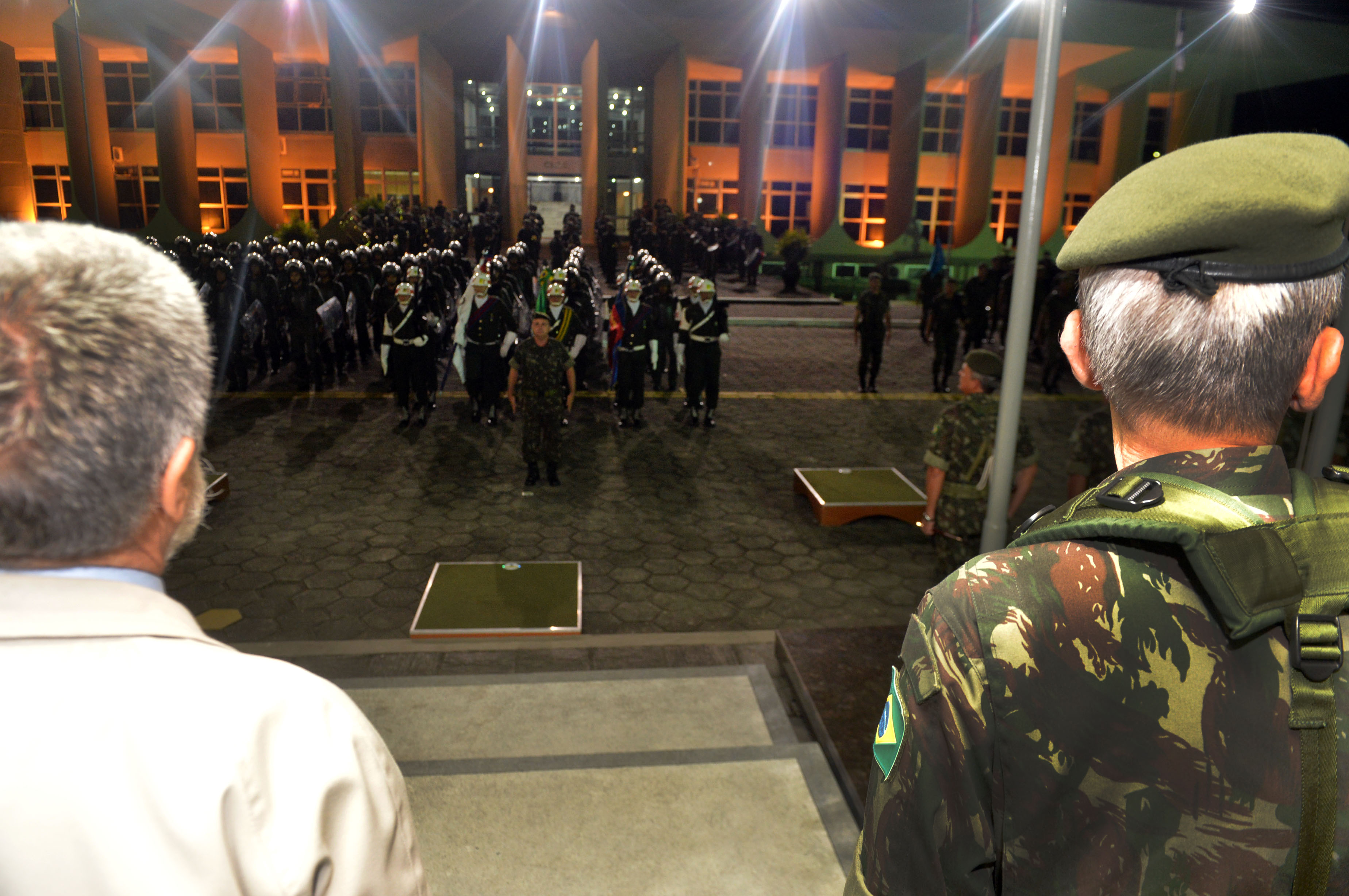
Passagem de comando na sede

Em 1985 os quatro Exércitos existentes foram substituídos por Comandos Militares de Área, com o quarto dando lugar ao atual Comando Militar do Nordeste. O plano Força Terrestre 90 previa duas novas brigadas de infantaria motorizada na região, a 19ª, na Bahia, e a 25ª, no Ceará, mas grande parte da expansão prevista não ocorreu, incluindo essas brigadas. O general da reserva Luiz Eduardo Rocha Paiva avaliou em 2015 que essas duas áreas merecem brigadas, pelo número de unidades, mas teriam prioridade secundária. Ele propôs ter apenas uma brigada no centro do saliente nordestino, no Recife, sem outra em Natal, mas ela seria de infantaria mecanizada e prioridade alta. O terreno é propício para as forças mecanizadas.

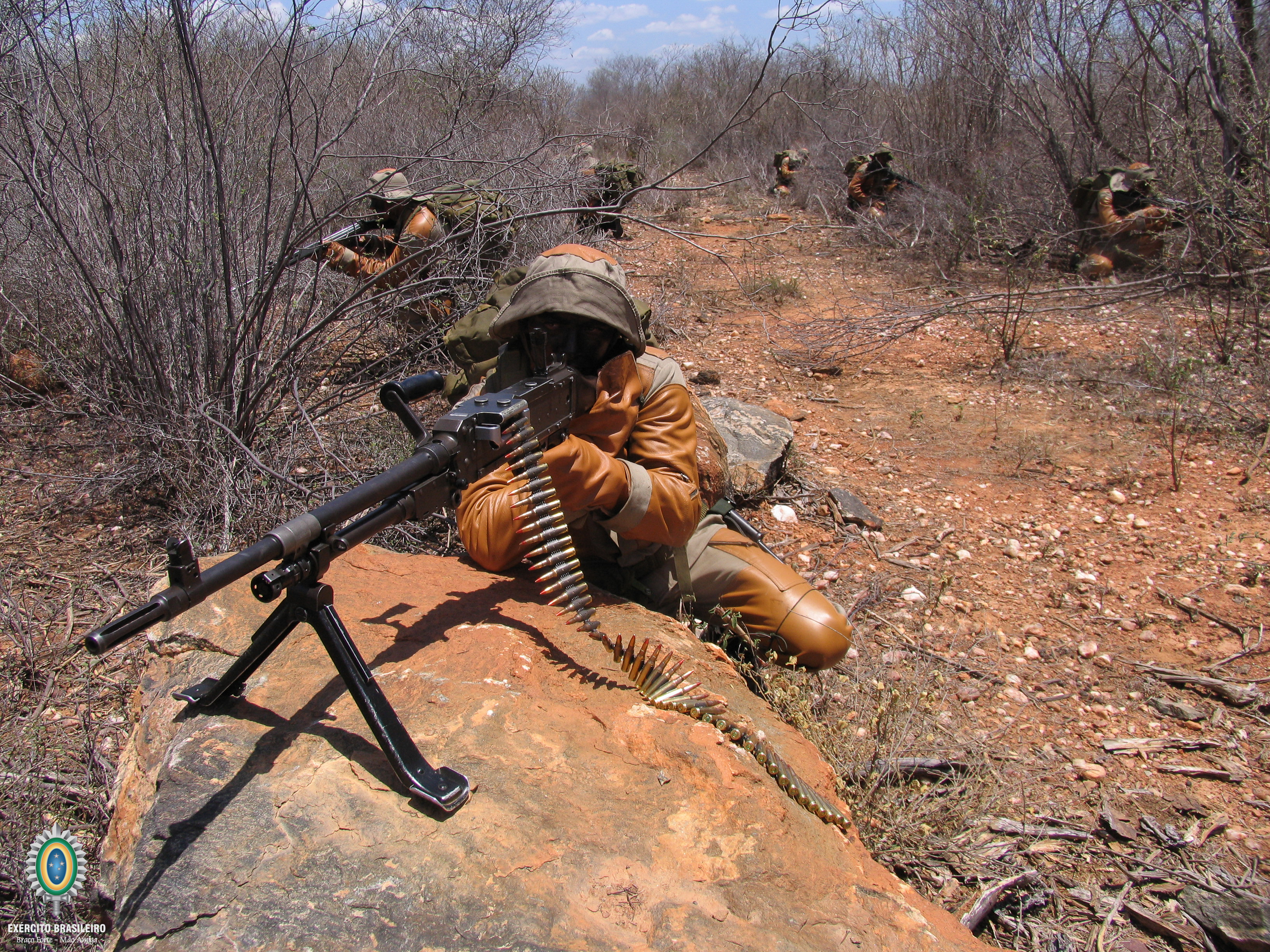
Infantaria da caatinga

Uma das novas unidades especializadas no terreno, o 72º Batalhão de Infantaria Motorizado, adaptado ao combate militar na Caatinga, foi implantada em 1993. Em 2003 havia a ideia de descentralizar a Aviação do Exército, criando um esquadrão no Nordeste, mas ela não foi concretizada. A cavalaria seria potencialmente relevante no promontório nordestino, mas permanece pouco presente. O Plano Estratégico do Exército de 2016–2019 chegou a estudar a transferência de uma brigada de cavalaria mecanizada para o CMNE, possivelmente a 2ª, de Uruguaiana, Rio Grande do Sul.
Desde 2006 o Comando e suas unidades subordinadas participam da “Operação Pipa”, a distribuição de água potável no semiárido. Com a criação do Comando Militar do Norte em 2013, o Maranhão foi desmembrado do território do CMNE. Em 2021 o Nordeste atraía crescente atenção do Exército com a reativação do comando da 7ª Divisão de Exército, extinto por quase uma década, e a decisão de instalar uma nova Escola de Sargentos das Armas (ESA) no Recife. A decisão de instalar a ESA na região deveu-se em parte à articulação política do Comandante Militar do Nordeste.